# Островекая лужелюбка
Островекая лужелюбка (лат. Phrynobatrachus calcaratus) — вид бесхвостых земноводных семейства Phrynobatrachidae. Широко распространён в Западной и Центральной Африке.

## Распространение
Островекая лужелюбка обитает в странах Западной и Центральной Африки: Сенегал, Гвинея-Бисау, Гвинея, Либерия, Кот-д’Ивуар, Гана, Того, Бенин, Нигерия, Камерун, Центральноафриканская Республика и остров Биоко. Встречается в галерейных лесах во влажных саваннах, второстепенных лесах вдоль ручьев в лесной зоне и зарослях кустарников, в основном на низинах (в Камеруне на высоте 1200 метров).

## Описание
Небольшая лягушка с округлой мордой и умеренно бородавчатой кожей, длиной от рыла до анального отверстия от 11 до 19 мм (самцы) или от 16 до 23 мм (самки). Кончики пальцев не увеличены, а пальцы лап в значительной степени лишены перепонок. Большинство представителей вида имеют однородную зеленоватую или коричневатую спинную поверхность, немного более тёмную вокруг бородавок, и беловатый живот, но у некоторых есть красная полоса на спине с желтоватыми краями, а у некоторых — красная поперечная полоса. У самца в период размножения выделяется чёрный горловой мешок на горле.

## Образ жизни
Кладка состоит из нескольких сотен яиц в подходящих водоёмах, головастики вылупляются через три дня. Головастики растут быстро и становятся взрослыми в возрасте от четырёх до пяти месяцев. У них короткая продолжительность жизни, и они, вероятно, умирают в течение нескольких месяцев после нереста.